# Stéphane de Loecker

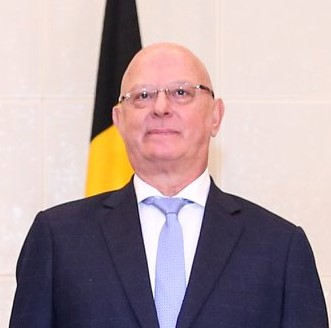
Stéphane de Loecker (2019)

Stéphane de Loecker (* 31. August 1959 in Halle, Belgien) ist ein belgischer Diplomat.

## Werdegang
Von 1979 bis 1984 absolvierte Loecker ein Ingenieursstudium in Agrarwissenschaften. Von 1983 bis 1984 erwarb er zudem einen Master in Ländlicher Ökonomie und Soziologie und von 1984 bis 1985 einen Master in Internationalem Handel.
Seit 1985 gehört Loecker dem diplomatischen Korps an. Von 1986 bis 1987 war er im Ministerium für Außenhandel tätig, von 1988 bis 1991 Attaché bei der Ständigen Vertretung Belgiens bei der OECD in Paris und von 1991 bis 1993 erster Sekretär an der belgischen Botschaft beim Vereinigten Königreich. Von 1993 bis 1995 wurde Loecker an die IAE in Paris abgetreten, bevor er von 1995 bis 1997 erster Sekretär der belgischen Botschaft in Burundi wurde.
Von 1997 bis 1999 war Loecker belgischer Botschafter in Äthiopien, mit Zweitakkreditierung für Eritrea und Dschibuti, bevor er von 1999 bis 2000 als Berater im Außenministerium in Brüssel arbeitete. Von 2000 bis 2002 war Loecker stellvertretender Vertreter Belgiens bei den Vereinten Nationen in New York und von 2002 bis 2004 belgischer Generalkonsul in New York. Von 2004 bis 2007 erhielt Loecker wieder einen Botschafterposten, diesmal in Beirut für den Libanon. Dem folgte das Amt des Sondergesandten Belgiens für den Klimawandel von 2007 bis 2008 und von 2008 bis 2009 das des Direktors der Abteilung für die Vereinten Nationen im Außenministerium. Von 2010 bis 2011 war Loecker Botschafter für Georgien, Armenien und Aserbaidschan mit Sitz in Brüssel. Von 2011 bis 2012 war er an den Europäischen Auswärtigen Dienst abgestellt und war Botschafter der Europäischen Union in Burundi. Von 2014 bis 2015 kehrte Loecker an das Außenministerium in Brüssel zurück, als außerordentlicher Gesandter und bevollmächtigter Minister.
Von 2016 bis 2017 war Loecker belgischer Botschafter in Nigeria. Seit 2018 ist Loecker belgischer Botschafter in Indonesien, mit Zweitakkreditierung für Osttimor, wo er am 28. Februar 2019 seine Akkreditierung übergab.

## Sonstiges
Loecker ist mit Consolate Manirariha verheiratet und hat zwei Kinder.